# 英日自由貿易協定
英日自由貿易協定（英語：UK–Japan free trade agreement），又稱日英自由貿易協定，是英國和日本之間簽署的一個自由貿易協定。這是自2020年英國脫歐以來，英國簽署的第一個重大貿易協定。

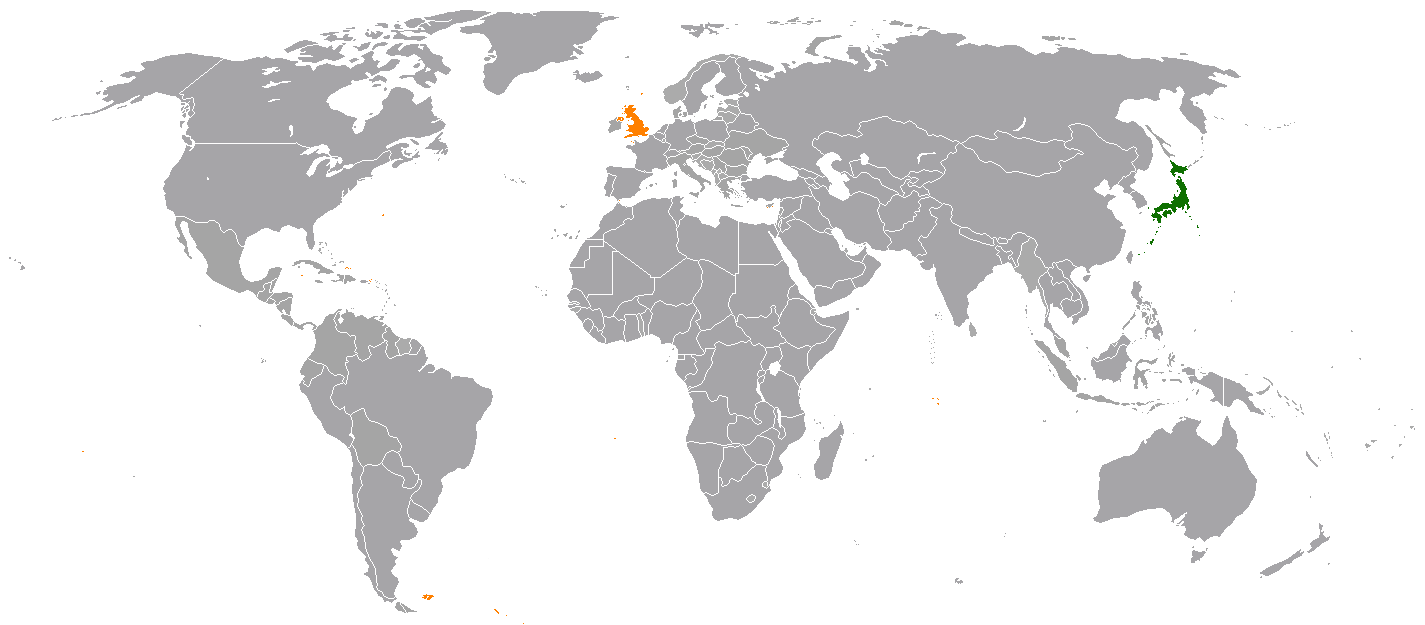
英國
日本

## 歷史
由於歐盟和日本之間有簽署自由貿易協定，因此過去英日之間的貿易是遵照著歐盟的歐盟自由貿易協定進行。但在2020年英國脫歐之後，因英國脫歐過渡期只到2020年底為止，該協議自2020年12月31日起將不再適用於英國，因此英日雙方必須要簽署新的自由貿易協定。
另一方面，由於英國和歐盟的自由貿易協定談判陷入僵局，英國希望與日本儘快達成新的自由貿易協議，向反對脫歐者表示英國有能力跟其他國家達成自由貿易協議 。
英國和日本於2020年5月12日開始談判，於2020年9月完成談判。
根據NHK和法新社報導，日本外務大臣茂木敏充與英國國際貿易大臣伊麗莎白·特拉斯在9月11日舉行視訊會議，就英國脫歐後兩國計劃簽署的「英日全面經濟夥伴關係協定」（UK-Japan Comprehensive Economic Partnership Agreement）達成協議，預計雙方貿易額將增加152億英鎊（約新台幣5711億元）。
2020年10月23日，英国与日本正式签署贸易协议。雙方目標是自2021年1月1日起協定生效。

## 協定項目
《英國與日本經濟夥伴關係協定》（EPA）在汽車和農產品關稅上，大致沿襲《日本與歐盟經濟夥伴關係協定》。英國還打算以與日本的EPA為立足點，實現加入由日本主導的《跨太平洋夥伴全面進展協定》。英國政府表示，與日本簽署EPA定後，99％出口至日本的貨品將享有零關稅。

#### 英日雙方達成協議的項目
- 貨物貿易
- 衛生和植物檢疫措施（SPS）
- 海關和貿易便利化
- 原產地規則
- 技術性貿易壁壘（TBT）
- 良好監管規範
- 透明，發布和行政措施
- 服務貿易，包括電信和金融服務
- 貨物和服務的貿易數字以及跨境數據交流
- 投資
- 知識產權
- 藥品和醫療器械的程序公平性
- 國有企業（SOE）
- 補助金
- 競爭政策
- 勞工
- 環境
- 反腐敗
- 貿易救濟
- 財產轉讓
- 貨物供給
- 貨幣

## 各界反應
英国
首相鮑里斯·約翰遜表示：「英國脫歐將使英國擁有與世界其他國家達成貿易協定的自由」。
國際貿易大臣特拉斯稱此協議是「歷史性的一刻」，並認為這將為英國的製造業、食品業、飲料業和科技業的帶來「新勝利」。
商界領袖對此協議表示歡迎，但強調與歐盟達成貿易協議仍然是最重要的目標。
BBC報導分析師的看法認為，此協議的象徵意義大於實質意義。並且表示此協議只會對英國的GDP帶來0.07%的成長，和脫離歐盟造成的經濟損失相比僅是微不足道。
 日本
日本外務大臣茂木敏充認為這是一次非常艱難的談判，但我們原則上以大約三個月的速度以非同尋常的快速達成了協議。 